# Licán Ray
Licán Ray (del mapudungun: likan rayen, 'pedernal' y 'flor') es un pueblo de la comuna de Villarrica ubicado en la ribera norte del lago Calafquén, en la Región de la Araucanía, Chile.
Tiene una población de 2642 habitantes según el censo de 2017 y actualmente es un activo centro turístico.

## Historia

### Primeros años
A comienzos del siglo XX, el terreno donde luego se fundó Licán Ray y los faldeos de los cerros vecinos al lago era un bosque de robles, laureles y lingues. Sin embargo, los sectores circundantes, y en general toda la orilla norte del lago Calafquén, así como vastos sectores de la orilla sur eran tierras huilliche, lo cual fue reconocido por título de merced en 1912, en el marco del proceso de regularización de tierra luego de la Ocupación de la Araucanía. En la actualidad Licán Ray mismo se encuentra rodeado por las comunidades Ancalef, Cabrapán, Calfil, Caniulef y Manquel.
Ya en el segundo decenio del siglo XX, algunos chilenos se fueron radicando en terrenos indígenas. Uno de estos nuevos residentes luego donó los terrenos para la construcción de una capilla católica, la actual parroquia San Francisco. En 1952 esta capilla ya mantenía una escuela primaria, siendo sus primeras profesoras Luisa Rojas y luego Elena Arriagada. Posteriormente se creó otro colegio, que se ubicaba donde actualmente se encuentra la calle Cacique Catriñi.

### Conformación del poblado forestal
El origen del poblado se remonta a la década de 1940, cuando comenzó a formarse una aldea de servicio de las reducciones mapuches del área. Sin embargo, el terreno fue inscrito a nombre del fisco en el Registro de Propiedad del Conservador de Bienes Raíces de Valdivia en 1944. Había sido fundado algo antes por Juan Francisco Jaramillo, quien además de ser guardaparques, se dedicaba al comercio del cuero, trigo y cereales junto a Eulogio Balboa. Realizadas las gestiones para convertir el lugar de Licán Ray en un pueblo, se expropiaron en nombre del estado 130 hectáreas de terreno correspondientes a una antigua comunidad mapuche. Se trataba de la comunidad "Loncopán", cuya dueña se llamaba Carmela Tromiante de Loncopán.

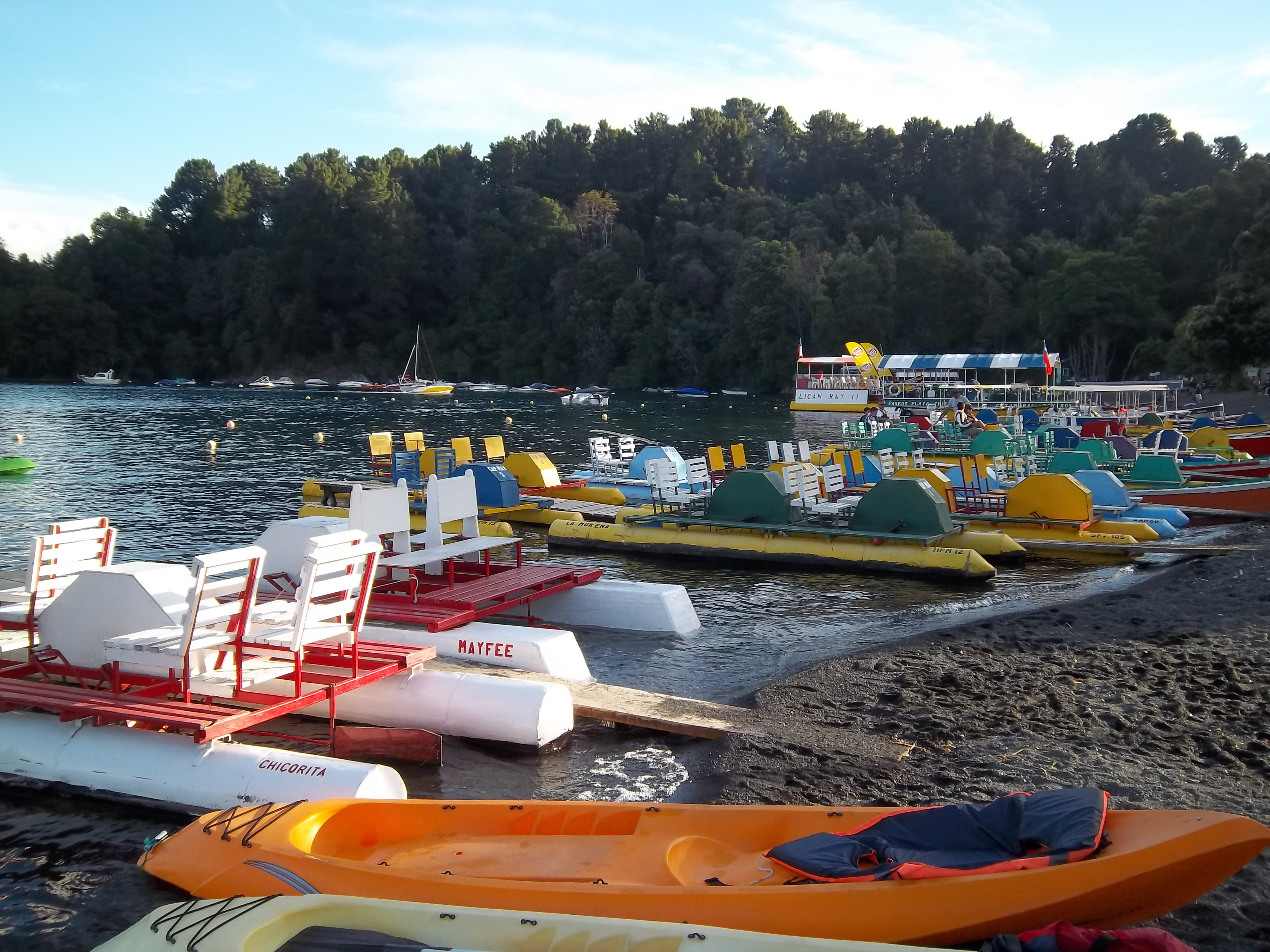
Embarcadero en la Playa Chica de Licán Ray.

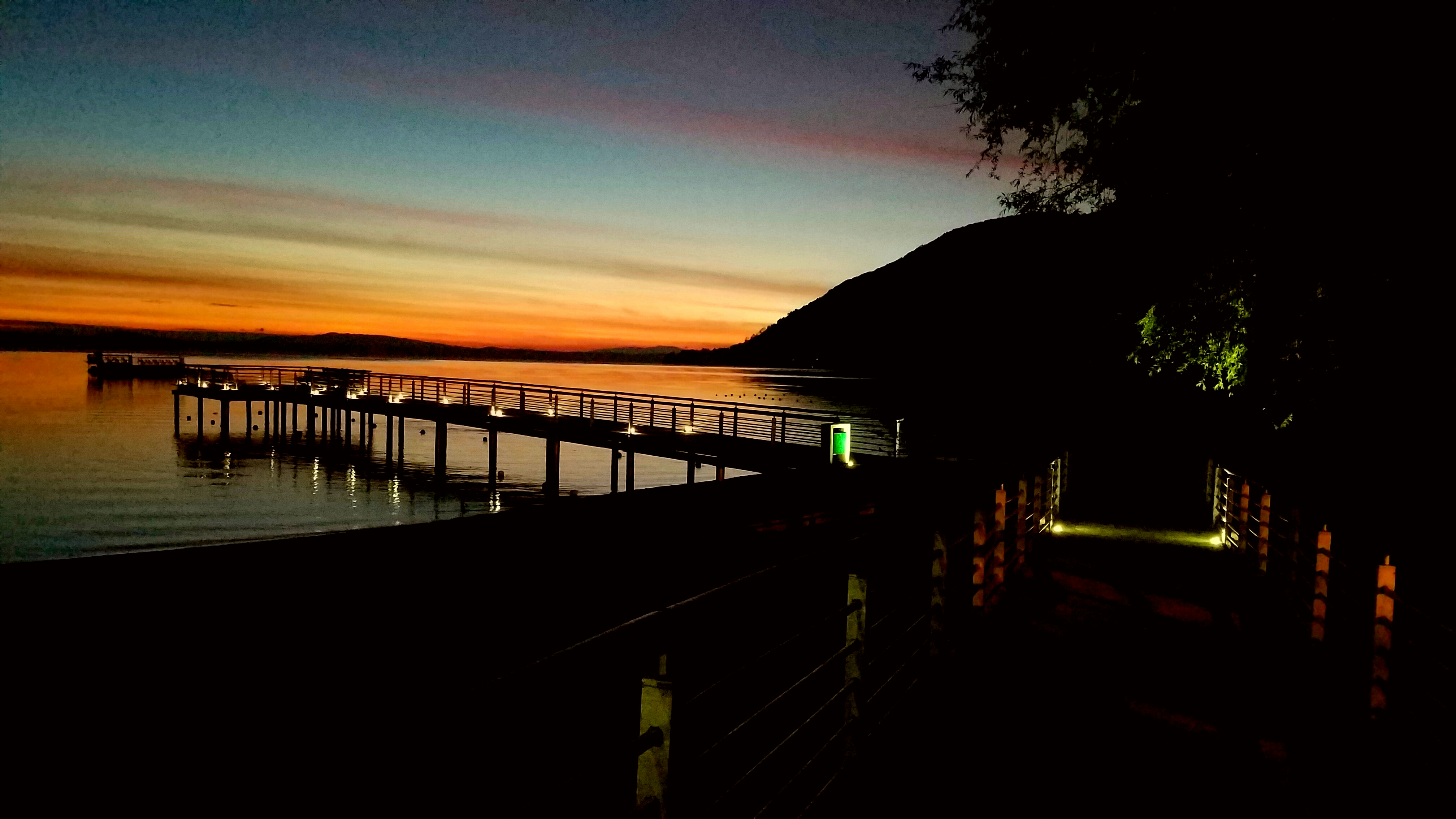
Puesta de sol en Licán Ray desde playa grande

A partir de 1942, el pueblo recién fundado comenzó a crecer. Como el obtener un sitio para edificar una vivienda era gratuito, la gente de los alrededores comenzó a establecerse en el lugar, beneficiándose además con la instalación de la EFE. A dicha empresa el fisco le concedió en 1942, y por término de 20 años, lotes en arriendo y en uso gratuito para que se estableciera. El objeto era la explotación de la madera de pellín para la elaboración de durmientes para las vías, que luego de ser fabricados se transportaban en vapores que cruzaban el lago.
La empresa mantenía así un servicio de locomoción permanente entre la estación del ferrocarril y el terreno arrendado, el que servía además al transporte de pasajeros y correspondencia. Pero para 1948 la explotación del bosque había acabado con las reservas cercanas de madera para durmientes y la empresa se retiró. Entonces se instaló la empresa BIMSA en el sector de Pucura, que se dedicó a la compra de durmientes en todos los alrededores hasta aproximadamente 1952. Habiéndose agotado la entrada que derivaba de la explotación de la madera y retirada la empresa que había mantenido la actividad comercial del pueblo, este comenzó a decaer y la gente a irse.
Después de algunos años de estancamiento, se produjo un breve resurgimiento a raíz de un proyecto de creación de una empresa para la instalación de una central hidroeléctrica. Se hablaba de elevar el nivel de lago Calafquén a 14 m, lo que significaba inundar el pueblo, además de perder 3.856 hectáreas de terreno. Esto provocó que mucha gente se retirase hacia partes más elevadas, trasladando sus cosas o simplemente abandonando sus terrenos. Posteriormente se desistió de este proyecto, creándose en cambio en 1962 la Central Hidroeléctrica Pullinque en otro lugar.

### Terremoto de 1960 y reorientación al turismo
Por otra parte, el gran terremoto de 1960, que devastó todo el sur de Chile, contribuyó a la decadencia de Licán Ray porque ocasionó desprendimientos de tierra que obstruyeron el río Llancahue, produciendo la subida del Lago Pellaifa. Este y otros desprendimientos, trancaron a su vez al río Huenehue e hicieron temer que el agua acumulada en estos embalses transitorios se vaciara sobre el Lago Calafquén, provocando una subida de su nivel que habría inundado al pueblo. Debido a este rumor, pocos días después del terremoto, se hizo evacuar a la gente de Licán Ray hacia los cerros cercanos, y aunque no se produjo la temida inundación, el pueblo prácticamente había dejado de existir.
Entonces solo había sendas de acceso. Las provisiones se recibían a través de un barco que navegaba entre un aserradero de Coñaripe y un muelle solitario en el actual balneario de Calafquén, desde donde salía un camino a Panguipulli.
Años después, Licán Ray comenzó a hacerse conocido por su entorno natural, constituyéndose en un destino turístico. El gobierno, en 1966, comenzó a regalar terrenos con la finalidad de edificar casas de veraneo. Posteriormente, llegó la electricidad, y en la década de los noventa, se terminó de asfaltar el camino hacia Villarrica.
Con la llegada del siglo XXI, Licán Ray quedó incluida como parte de la Ruta Interlagos, pavimentándose además el acceso desde Panguipulli, y mejorando la señalética vial en sus accesos.

## Atractivos

### Actividades y eventos
En el mes de enero se realiza la Triatlón Internacional de Licán Ray, en Playa Chica. Otro evento destacado es un Encuentro Internacional de Parapente que se realiza cada año, a finales de enero, el cual se ha convertido en uno de los eventos más importantes en Chile en relación con este deporte. En febrero, se celebra la Semana de Licán Ray, hay variadas actividades entre las que destacan el Concurso Hípico Nocturno (del 4 al 6 de febrero), en Jardín de Saltos del estadio, y la Noche Lacustre (12 de febrero), con desfile de embarcaciones, concierto en el lago, coronación de reina y fuegos artificiales.

### Hoteles
Licán Ray posee un hotel.

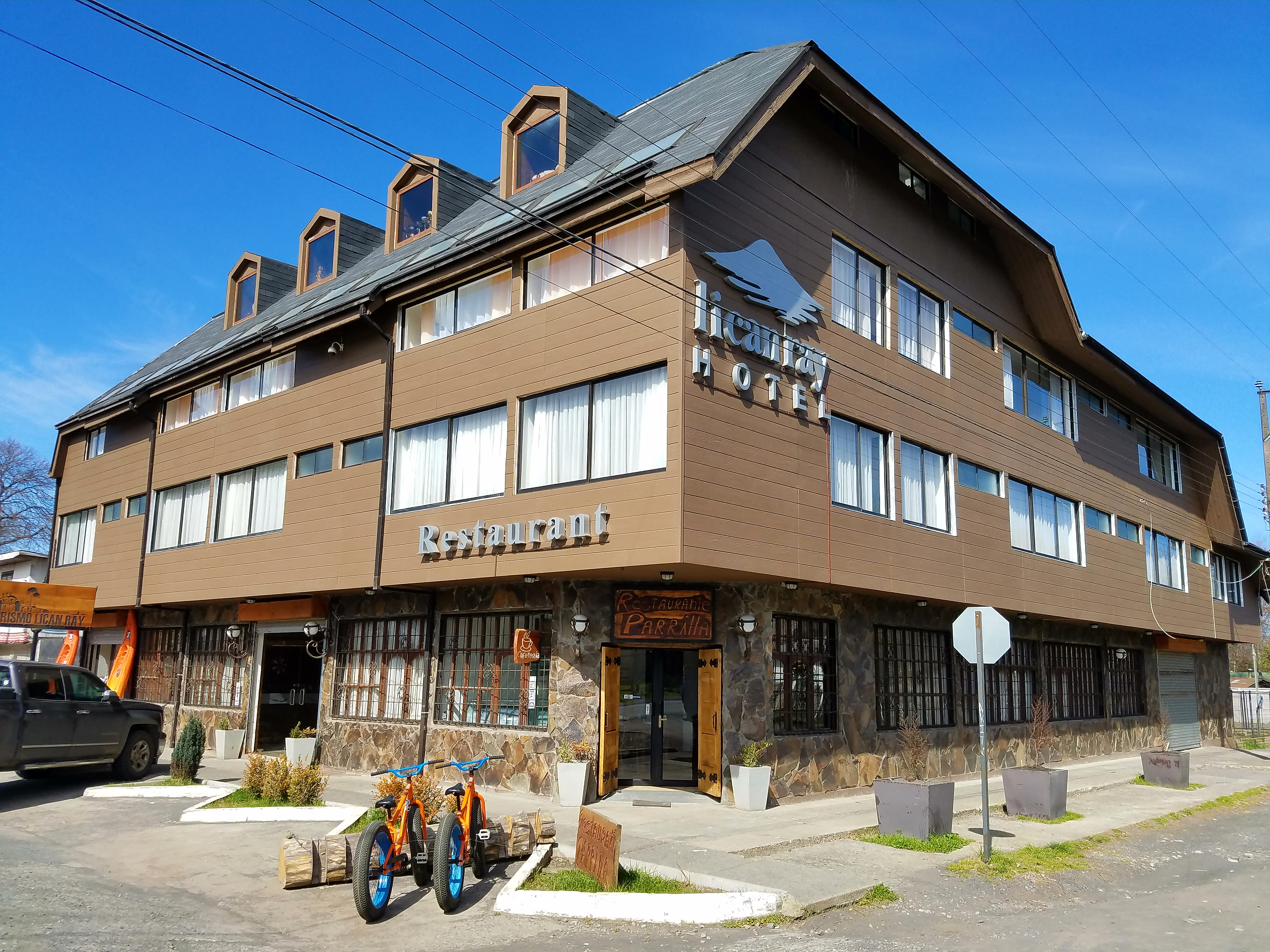
Hotel Licán Ray

-Hotel Licán Ray: Ubicado sobre la avenida principal de Licán Ray, Este Hotel Posee 27 habitaciones con una capacidad para 60 personas. Actualmente recibe huéspedes únicamente en verano.

### Sitios de interés

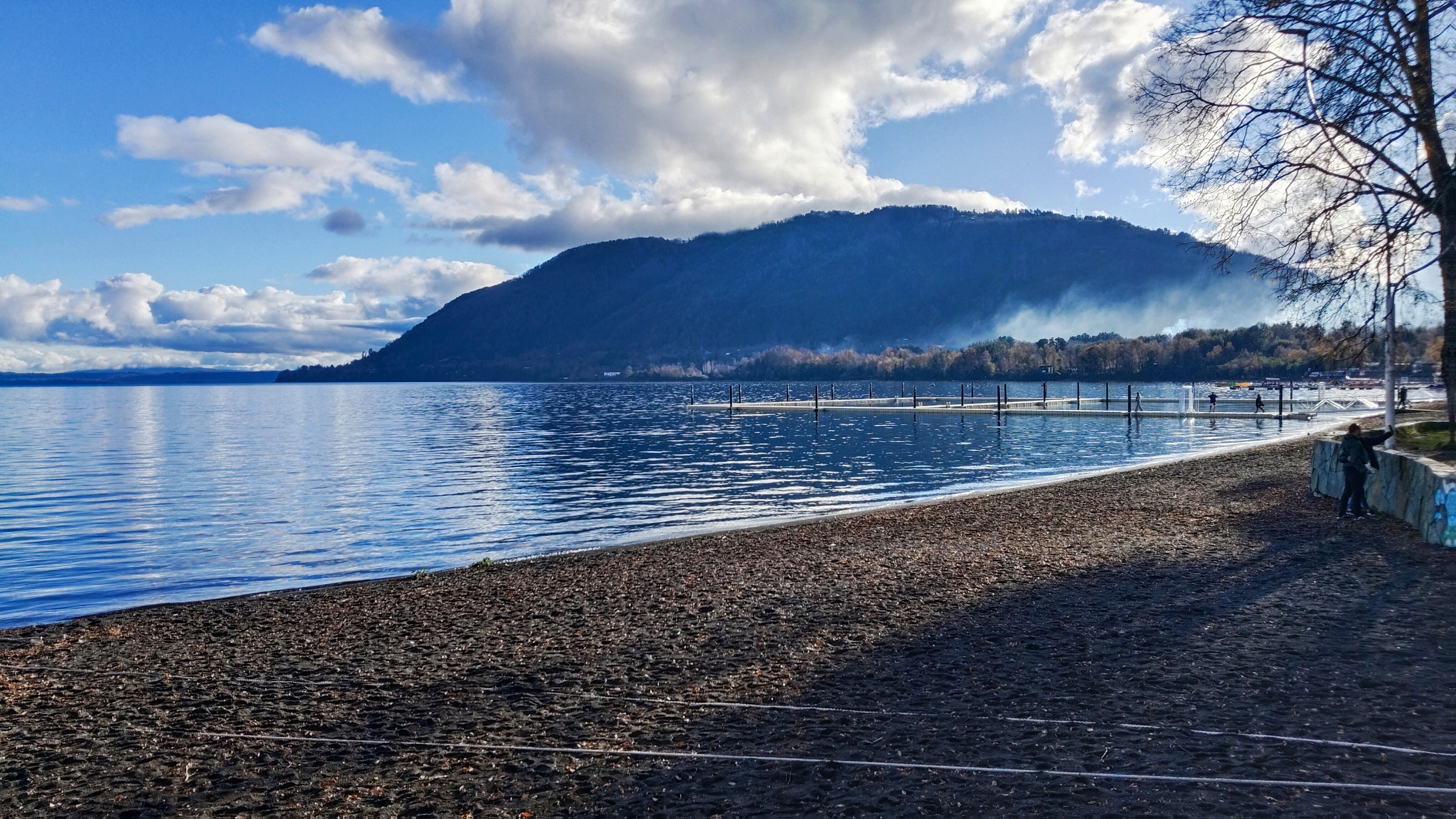
Playa Grande de Licán Ray

Entre los atractivos de Licán Ray se encuentran los balnearios Playa Grande y Playa Chica, separados a su vez por el parque natural Mapuche Ziwilwe. Otros atractivos promocionados por la Municipalidad de Villarrica son el escorial de lava solidificada de la erupción volcánica de 1971 y la Iglesia San Francisco construida en 1910, entre otros puntos.

## Personas destacadas
- Fortunato Ventura (1953-2007): artista conceptual.